# Michaił Tichomirow
Michaił Nikołajewicz Tichomirow (ros. Михаил Николаевич Тихомиров; ur. 31 maja 1893 w Moskwie, zm. 2 września 1965) – rosyjski historyk, mediewista. 

## Życiorys
Absolwent Uniwersytetu Moskiewskiego (1917). Od 1934 docent, 1939 profesor Uniwersytetu Moskiewskiego. Od 1936 również pracownik w Instytucie Historii Akademii Nauk ZSRR. Od 1946 członek Akademii Nauk ZSRR, od 1959 członek zagraniczny PAN. Był znawcą w zakresie źródłoznawstwa i nauk pomocniczych historii. Badał dzieje Rusi, był uznanym specjalistą od ruskiej paleografii. Od 1959 był redaktorem pisma "Wizantijskij Wriemiennik". Pochowany na Cmentarzu Nowodziewiczym w Moskwie.

## Wybrane publikacje
- Город Дмитров: от основания города до половины XIX в., Москва 1925.
- Псковское восстание 1650 г., Москва 1935.
- Исследование о Русской Правде. Происхождение текстов. — Москва: Изд-во Акад. наук СССР 1941.
- Крестьянские и городские восстания на Руси XI—XIII вв., Москва 1955.
- Древнерусские города. 2-е изд., Москва 1956.
- Средневековая Москва в XIV—XV вв., Москва 1957.
- Присоединение Мерва к России, Москва 1960.
- Россия в XVI столетии, Москва 1962.
- Источниковедение истории СССР. Вып. 1. С древнейших времен до конца XVIII в., Москва 1962.
- Средневековая Россия на международных путях. XIV—XV вв., Москва 1966.
- Русская культура X—XVIII вв., Москва 1968.
- Исторические связи России со славянскими странами и Византией, Москва 1969.
- Классовая борьба в России XVII в., Москва 1969.
- Российское государство XV—XVII вв., Москва 1973.
- Древняя Русь, Москва 1975.
- Русское летописание, Москва 1979.
- Русская палеография, Москва 1982.

## Wybrane publikacje w języku polskim
- Rosja średniowieczna na szlakach międzynarodowych w XIV i XV wieku, przeł. Jan Jarco, Warszawa : "Pax", 1976.